# Carlos Lage Dávila
Carlos Lage Dávila (Havana, 15 de Outubro de 1951) é um político cubano. Foi dirigente da Unión de Estudiantes Secundarios, da Federación Estudiantil Universitaria (FEU) e da União de Jovens Comunistas (UJC). 
É membro do Comité Central do Partido Comunista de Cuba desde 1980 e Deputado na Assembleia Nacional do Poder Popular desde 1976.
Desde 1986 é Secretário do Comité Executivo do Conselho de Ministros de Cuba, responsabilidade que na prática é comparável à de um primeiro-ministro de uma república presidencial. A partir de 1990 tem sido um dos principais impulsionadores das modestas transformações económicas da economia de Cuba.
É considerado pelos analistas políticos como figura política civil de grande importância na ilha e um dos possíveis candidatos à sucessão de Fidel Castro.